# Бессарабка (Рыбницкий район)
Бессара́бка — село в Рыбницком районе непризнанной Приднестровской Молдавской Республики. Вместе с сёлами Мокра, Запорожец и Шевченко входит в состав Мокрянского сельсовета. Основано в 1920 году. Население села составляет 59 чел.